# Соціал-Демократ (видання)
«Соціал-Демократ» — орган Полтавського Крайового Комітету Української Соціал-Демократичної Робітничої Партії, виходив 1907 у Полтаві; редактор П. Дятлів; закритий на 5 числі адміністративною владою.